# Montenegrospeum
Montenegrospeum is een geslacht van weekdieren uit de klasse van de Gastropoda (slakken).

## Soort
- Montenegrospeum bogici (Pešić & Glöer, 2012)